# Темницький Микола
Отець Микола Темницький (1847, с. Хлопівка, нині Гусятинський район — 10 серпня 1921, містечко Устя-Зелене, нині село, Монастириський район) — український галицький громадський, політичний діяч і публіцист, греко-католицький священник. Батько громадсько-політичних діячів Володимира-Луки та Омеляна Темницьких.

## Життєпис
Народився 1847 року в с. Хлопівка (Королівство Галичини та Володимирії, Австрійська імперія, тепер — Гусятинський район, Тернопільська область, Україна).
Закінчив цісарсько-королівську гімназію в Тернополі (потім Перша тернопільська гімназія), Львівську духовну семінарію в 1876 році.
У 1876–1877 роках працював локальним адміністратором парафій на Львівщині. У 1879–1886 роках — сотрудник у містечку Хоросткові, у 1886 — парох в с. Шидлівці. Від 1906 року — парох в містечку Устя-Зелене. Проживав у м-ку Хоросткові..
Протягом багатьох років був членом Повітового Виділу, опікувався будівництвом доріг, утриманням бурси, допомагав студентській молоді. Був співорганізатором читалень, громадських і кооперативних спілок, братств тверезості. У 1900-і роки організовував транспортування української революційної літератури через річку Збруч у Наддніпрянську Україну.
Автор публікацій у періодичних виданнях. Відомий проповідник і промовець на вічах, організатор Гусятинщини, співредактор газет «Батьківщина», «Свобода», «Діло» та ін.
Помер 10 серпня 1921 року в містечку Устя-Зелене (нині село, Монастириський район, Тернопільська область, Україна).

### Сім'я
Дружина — Катерина з роду Січинських. Померла від запалення легень у 74-річному віці. 31 січня 1921 р. Обряд похорону проводив парох с. Стриганці — Сіменович. 
Діти:
- Володимир-Лука — громадсько-політичний діяч.
- Омелян — громадсько-політичний діяч.